# 清朝王府
清朝王府是指清朝政府在当时的首都北京营建的各类王府。由于明朝及之前的王府大多已湮灭无存，故今北京市有迹可考的王府皆为清朝王府。清朝亲王列表、清朝郡王列表列出了清朝的和硕亲王和多罗郡王，其府第皆称王府。
以下列出在北京的各类亲王、郡王王府（先后为多个王府者，以最后一个为条目，其他注于括号中；后非王府者，在括号中注明）。

## 清朝王府列表

### 监国摄政王府
- 监国摄政王府，醇亲王载沣成为监国摄政王后，清朝修建的王府，亦是第三座醇亲王府。

### 和硕亲王府
- 庄亲王府（承泽亲王府）
- 礼亲王府（巽亲王府、康郡王府、康亲王府、定亲王府）
- 郑亲王府（简亲王府）
- 英亲王府
- 睿亲王府（端重亲王府）
  - 睿亲王府（老府）（后改普度寺）
- 豫亲王府
- 肃亲王府（显亲王府）
- 怡亲王府（今贤良寺）
- 恭亲王府（庆亲王老府）
  - 承公府
- 庆亲王府
- 醇亲王府（成亲王府），俗称摄政王府
  - 醇亲王府（南府）（荣亲王府）
- 敬谨亲王府（清学部遗存、中華民國教育部旧址）
- 惠亲王府
- 安亲王府（安郡王府）
- 质亲王府（诚亲王府）
- 裕亲王府
  - 魁公府
- 廉亲王府
- 淳亲王府（淳郡王府）
- 纯亲王府
- 端亲王府（瑞亲王府、果亲王府）
- 理亲王府
- 雍亲王府（后改雍和宫）
- 悼亲王府（恒亲王府）
- 超勇亲王府（后称那王府）
- 和亲王府（清陆军部和海军部旧址）
- 仪亲王府
- 惇亲王府
- 履亲王府
- 諴亲王府（后改荣寿公主府）
- 博多勒噶台亲王府（即僧王府）
- 阿拉善亲王府

### 多罗郡王府
- 顺承郡王府（顺承亲王府）
- 克勤郡王府
- 饶余郡王府
- 宁郡王府
- 钟郡王府（愉郡王府）
- 孚郡王府（怡亲王新府）
- 温郡王府
- 慎郡王府（原诚亲王府老府，周汝昌考证该府别名随园，慎郡王与雪芹大表兄平郡王最交好，雪芹与之过从，就可晓然。）
- 泰郡王府
- 谦郡王府
- 恂郡王府
- 果郡王府
- 循郡王府
- 惠郡王府
- 卓里克圖郡王府（即车郡王府，車林巴博府邸）